# Menhir La Haute Pierre

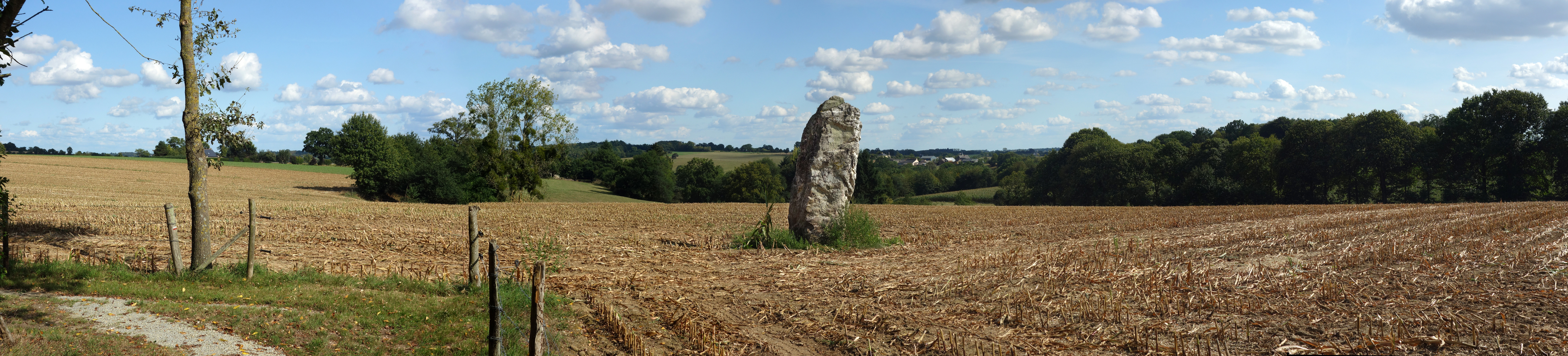
Menhir La Haute Pierre

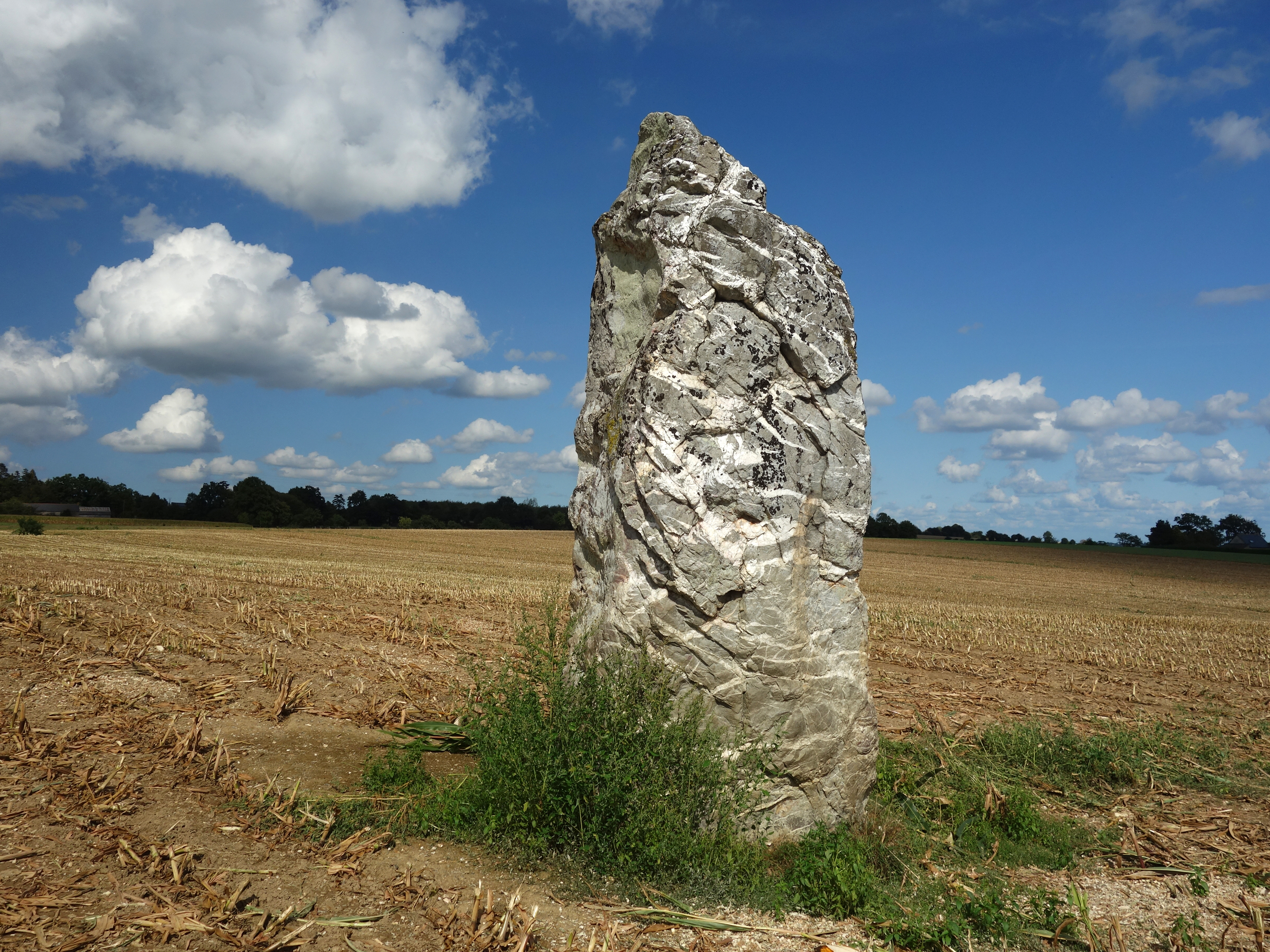
Menhir La Haute Pierre

Der Menhir La Haute Pierre (auch Pierre-d’en-Haut genannt) steht 500 Meter nordwestlich des Staudamms von Cantache südöstlich von Feu-Lambert und etwa zwei Kilometer von Champeaux bei Vitré im Département Ille-et-Vilaine in der Bretagne in Frankreich. Menhire dieses Namens (Menhir la Haute Pierre von Saint-Pierre-Église) sind in Frankreich häufiger auch ein Dolmen nordöstlich von Villiers-au-Bouin trägt den Namen „La Haute Pierre“.
Der etwa rechteckige Menhir aus Quarz ist 4,07 Meter hoch, an der Basis 1,85 Meter breit und einen Meter dick und gilt als einer der ältesten in der Bretagne. Er steht 800 Meter nordwestlich vom Menhir von Villaumur in Pocé-les-Bois. Der Haute Pierre und die beiden Menhire in Poce (Villaumur und La Pierre Blanche) liegen auf einer Linie.
Der Menhir wurde 1980 als Monument historique registriert.